# Kurt Betschart
Kurt Betschart (ur. 25 sierpnia 1968 w Erstfeld) – szwajcarski kolarz torowy i szosowy, brązowy medalista torowych mistrzostw świata.

## Kariera
Największym sukcesem w karierze Kurta Betscharta było zdobycie wspólnie z Bruno Risim brązowego medalu w madisonie podczas mistrzostw świata w Bogocie w 1995 roku. W tym samym składzie Szwajcarzy zajęli jedenastą pozycję na igrzyskach olimpijskich w Sydney w 2000 roku. Ponadto wielokrotnie stawał na podium zawodów z cyklu Six Days oraz zdobywał medale mistrzostw kraju.